# Neumarkt am Wallersee
Neumarkt am Wallersee város Ausztriában, Salzburg tartományban a Salzburg-Umgebungban található. Területe 36,31 km², lakosainak száma 6 219 fő, népsűrűsége pedig 171,27 fő/km² (2016. január 1-jén). A település 552 méteres tengerszint feletti magasságban helyezkedik el.
A település részei:
- Lengroid (67 fő, 2015. január 1-jén[3])
- Maierhof (94)
- Matzing (54)
- Neufahrn (227)
- Neumarkt am Wallersee (4332)
- Pfongau (406)
- Schalkham (528)
- Sighartstein (100)
- Sommerholz (113)
- Thalham (47)
- Wallersee-Ostbucht (41)
- Wertheim (149)

## Fordítás
Ez a szócikk részben vagy egészben  a   Neumarkt am Wallersee című német Wikipédia-szócikk ezen változatának fordításán alapul.  Az eredeti cikk szerkesztőit annak laptörténete sorolja fel. Ez a jelzés csupán a megfogalmazás eredetét és a szerzői jogokat jelzi, nem szolgál a cikkben szereplő információk forrásmegjelöléseként.